# نوئل لانسیان
نوئل لانسیان (انگلیسی: Noël Lancien; ۲۴ دسامبر ۱۹۳۴ – ۲۳ ژوئیهٔ ۱۹۹۹) رهبر (موسیقی)، آهنگساز، و مربی موسیقی اهل فرانسه بود.
وی همچنین برندهٔ جوایزی همچون جایزه بزرگ رم شده‌است.